# 金刚沱站
金刚沱站是一个成渝线上的铁路车站，位于重庆市江津区油溪镇，建于1952年，目前为四等站。目前客运：办理旅客乘降；行李、包裹托运；货运：办理整车货物发到。

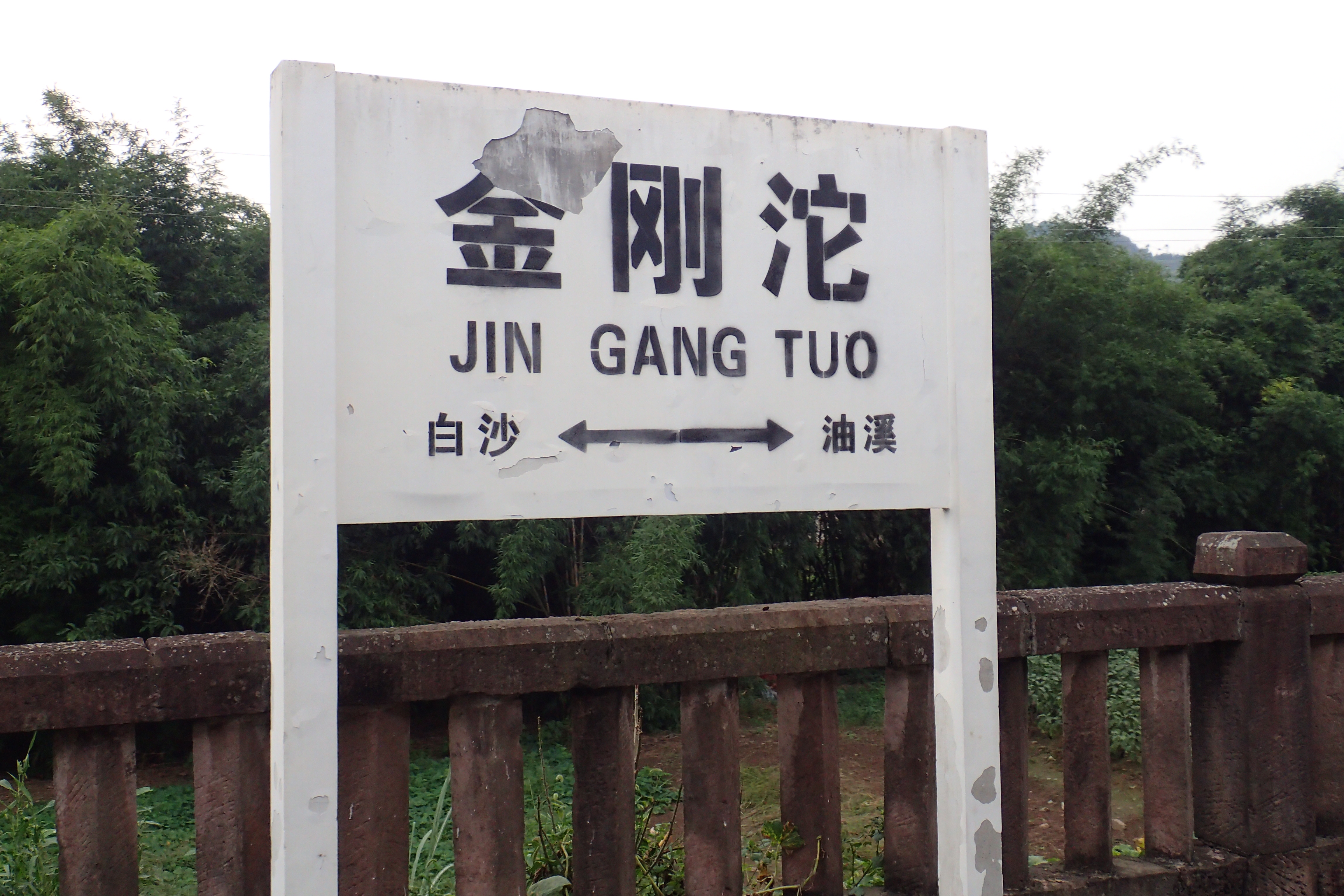
2017年，列车上拍摄的金刚沱站站牌